# Бейсенова, Шарбану Конакбаевна
Шарбану Конакбаевна Бейсенова (каз. Шәрбану Қонақбайқызы Бейсенова, род. 14 октября 1947, с. Талапкер, Уланский район, Восточно-Казахстанская область, Казахская ССР) — советская и казахская писательница, журналист, переводчица

. Заслуженный деятель Казахстана (2007).

## Биография
Родилась 14 октября 1947 года в селе Талапкер Уланского района Восточно-Казахстанской области.
В 1967 году окончила факультет журналистики Казахского государственного университета им. Кирова.
Первые произведения опубликованы в областной газете «Коммунизм туы» (ныне «Дидар»), республиканском журнале «Қазақстан әйелдері».
Работала литературным сотрудником, зав. отделом журнала «Мәдениет және тұрмыс» (ныне «Парасат»); зав. отделом журнала «Қазақстан әйелдері», главным специалистом комитета информации и архивов Министерства культуры, информации и спорта Республики Казахстан, редактором приложения «Кітап әлемі» газеты «Қазақ әдебиетті».
Автор произведений: «Топжарған қыздар» (1985), «Сезімтал жүрек» (1988), «Тағылымды тағдырлар» (2002), «Сүзгенің соңғы күндері» (2008).
Ш. Бейсенова перевела на казахский язык сказки Х. К. Андерсена, роман Ж. Амаду «Капитаны песчаного побережья», произведения современных авторов.
Указом Президента Республики Казахстан от 7 декабря 2010 года награждена почётным званием «Заслуженный деятель Республики Казахстан», за вклад в казахскую литературу и художественные произведения.
В 1985 году награждена Почётной грамотой Верховного Совета Казахской ССР. Член Союза писателей Казахстана. Награждена орденом «Парасат» (2023). 

## Семья
Замужем. Муж — Сагат Ашимбаев, государственный и общественный деятель, писатель, литературный критик.
Сын — Даурен (1969—1993)
Сын — Маулен Ашимбаев (род. 1971 г.р), государственный и общественный деятель, председатель Сената Парламента Республики Казахстан.
При написании этой статьи использовался материал из издания «Казахстан. Национальная энциклопедия» (1998—2007), предоставленного редакцией «Қазақ энциклопедиясы» по лицензии Creative Commons BY-SA 3.0 Unported.